# 埃塞爾 (密西西比州)
埃塞爾（英語：Ethel）是位於美國密西西比州阿塔拉縣的城鎮。

## 人口
根據2020年美國人口普查的數據，埃塞爾的面積為1.51平方千米，皆為陸地。當地共有人口348人，而人口密度為每平方千米230人。